# (18538) 1996 XY18
(18538) 1996 XY18 est un astéroïde de la ceinture principale d'astéroïdes découvert en 1996.

## Description
(18538) 1996 XY18 a été découvert le 6 décembre 1996 à l'observatoire de Nachikatsuura au Japon, par Yoshisada Shimizu et Takeshi Urata.

### Caractéristiques orbitales
L'orbite de cet astéroïde est caractérisée par un demi-grand axe de 2,45 UA, un périhélie de 2,03 UA, une excentricité de 0,17 et une inclinaison de 2,90° par rapport à l'écliptique. Du fait de ces caractéristiques, à savoir un demi-grand axe compris entre 2 et 3,2 UA et un périhélie supérieur à 1,666 UA, il est classé, selon la JPL Small-Body Database, comme objet de la ceinture principale d'astéroïdes.

### Caractéristiques physiques
(18538) 1996 XY18 a une magnitude absolue (H) de 14,6 et un albédo estimé à 0,114.